# Smyrna (Maine)
Smyrna város az USA Maine államában, Aroostook megyében. Lakosainak száma 439 fő (2020. április 1.).

## Népesség
A település népességének változása:

| 2010 | 442 |
| 2020 | 439 |